# Aszur-belu-usur (gubernator Habruri)
Aszur-belu-usur lub Aszur-bela-usur (akad. Aššur-bēlu-uṣur lub Aššur-bēla-uṣur, w transliteracji z pisma klinowego zapisywane maš-šur-EN-PAB, tłum. „Aszurze, strzeż pana!”) – wysoki dostojnik asyryjski, gubernator prowincji Habruri za rządów króla Adad-nirari III (810-783 p.n.e.), a potem gubernator prowincji Kalhu za rządów króla Aszur-dana III (772-755 p.n.e.). Według asyryjskich list i kronik eponimów dwukrotnie, w 796 i 772 r. p.n.e., sprawował urząd eponima (akad. limmu). Znana jest pieczęć Aszur-belu-usura, eunucha Nergal-erisza, gubernatora Rasappy, ale nie ma pewności, czy chodzi tu o tę samą osobę. Z Aszur-belu-usurem identyfikować być może należy również jego imiennika, który w jednym z dekretów Adad-nirari III występuje jako sprzedawca ziemi, która - po nabyciu jej przez króla - przekazana zostaje następnie w darze jednemu z królewskich sług.